# 杉树乡 (印江土家族苗族自治县)
杉树乡，是中国贵州省铜仁地区印江土家族苗族自治县下辖的一个乡镇级行政单位。

## 行政区划
杉树乡共辖以下地区：
杉树村、联营村、群联村、永靖村、孟郊村、新村、新华村、顾家村、灯塔村、对马村、大坪村、杨家村、冉家村、大罗村、新宅村、黄土村、大寨村。